# Barrage de Donzère-Mondragon
Le barrage de Donzère-Mondragon (ou barrage André-Blondel) est un barrage hydroélectrique situé sur un canal parallèle au Rhône dans le sud de la France. Construit entre 1948 et 1952, sur le canal de Donzère-Mondragon, à Bollène (Vaucluse), il est doté d'une écluse pour permettre son franchissement aux bateaux. Conçu par l’architecte Théodose Sardnal, il fut inauguré le 25 octobre 1952 par le Président de la République française Vincent Auriol, et inscrit au titre des Monuments historiques le 4 juin 1992.

## Histoire

Engins de terrassement américain, issue du plan Marshall, (National Archives and Records Administration).
Excavations des terrassements autour du site de la centrale, (National Archives and Records Administration).

## Caractéristiques
Avec une puissance de 348 mégawatts, et une capacité de production annuelle de 2 140 gigawatts-heures, il est le plus productif du Rhône et assure 13 % de la production hydroélectrique de la Compagnie nationale du Rhône (CNR), soit environ la consommation annuelle de Lyon.
La puissance de 348 mégawatts de la centrale est répartie sur six alternateurs de 59 mégawatts chacun, entraînés par des turbines Kaplan avec un débit maximum turbinable de 1 980 m3/s.
La tension en sortie des alternateurs est de 10 500 V, élevée à 220 000 V par les transformateurs électriques de la CNR.
L'écluse de Bollène coté rive droite assure le passage des bateaux "à travers" le barrage. Cette écluse est celle dont la hauteur entre l'aval et l'amont est la plus grande de France : 23 mètres.

## Comparatif nucléaire / hydroélectrique
À titre de comparaison, la Centrale nucléaire de Cruas et la Centrale nucléaire du Tricastin en amont sur le Rhône sont dotées de quatre tranches de 900 mégawatts chacune, soit 3 600 mégawatts contre 350 mégawatts de puissance pour le barrage hydroélectrique de Donzère-Mondragon.

## Accident du2 février 1998
Le 2 février 1998 à 12 h 45, une vague meurtrière submerge l'écluse de Bollène, un accident peu ordinaire eut lieu : alors qu'une péniche était dans le sas de l'écluse pour la remonter, la porte amont s'est brusquement ouverte, provoquant une vague déferlante dans le sas. Le couple de mariniers présent à bord de "l'Arlate" (1 200 t) a été emporté et la femme s'est noyée ; le bateau a coulé. La porte aval a résisté au choc de la vague.

## Libre circulation de la faune du Rhône
Une passe à poissons a été aménagée sur un côté du barrage pour permettre à la faune du Rhône de passer le barrage dans les deux sens.

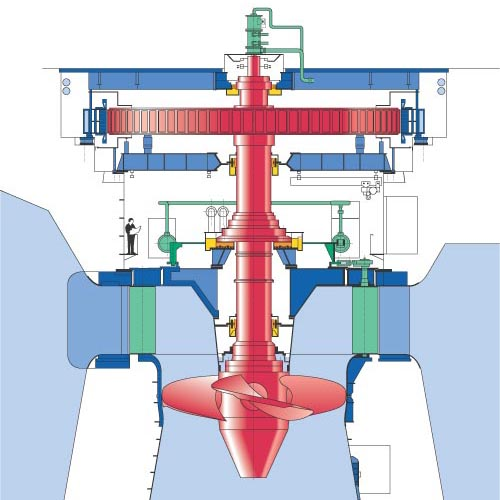
Une des six turbines Kaplan de 59 mégawatts du barrage.